# Francisco Gonzalo Marín
Tenente Francisco Gonzalo Marín, também conhecido como Pachín Marín (12 de março de 1863 — novembro de 1897), foi um poeta e jornalista que lutou ao lado de José Martí como membro do Exército da Libertação cubana. É um dos que supostamente projetaram a bandeira de Porto Rico.

## Primeiros anos
Marín (nome de nascimento: Francisco Gonzalo Marín Shaw) foi um dos seis irmãos nascidos de Santiago Marín Solá e de Celestina Shaw Figuero, em Arecibo, Porto Rico, cidade onde recebeu sua educação primária e secundária. Essa foi a época quando as duas últimas restantes colônias espanholas nas Antilhas, Porto Rico e Cuba, estavam exigindo mais autonomia ou total independência. Marín entrou para um seminário, mas não conseguiu terminar seus estudos devido à crise financeira da família. Marín passou a trabalhar com a intenção de ajudar a família dele e se tornou tipógrafo por profissão. Aos vinte anos fundou um jornal chamado El Postilion, acreditando na causa de independência [de Porto Rico] e defendia abertamente suas ideias. Marín expressou seu amor por seu país em seus poemas e no seu jornal. Em 1884, publicou seu primeiro livro de poemas intitulado Flores nacientes (Flores recém-nascidas), seguido de Mi óbolo em 1887, o qual continha os poemas "Mis dos cultos" (Meus dois cultos), "A la asamblea" (À assembleia) e "Al sol" (Ao sol). Ele tinha um irmão mais velho, Wencenlao Marín, a quem ele admirava e com quem compartilhou os seus ideais.
O irmão de Marín se alistou no Exército da Libertação cubano, que estava lutando contra a coroa espanhola e recebeu a patente de tenente. Entretanto, Marín foi vítima de perseguição política pelo governo espanhol na ilha e foi ao exílio para a República Dominicana, em 1889. Durante a sua estadia, ele criticou as ações de Ulises Hereaux, o presidente da República, e se encontrou novamente exilado. Em 1890, passou a viver na Venezuela. Em Caracas, foi contratado pela editora "El siglo de Caracas" (O Século de Caracas) e publicou vários poemas, entre eles "Emilia". No entanto, não demorou muito tempo ele entrou em outro conflito, desta vez com o chefe de estado venezuelano Raimundo Andueza Palacio, e mais uma vez foi exilado, desta vez na ilha de Martinica.

## Projeto da bandeira porto-riquenha

Bandeira de Porto Rico

Em 1890, Marín retornou a Porto Rico por um curto período e, em 1981, emigrou para Boston, Massachusetts, Estados Unidos. Em 1892, Marín recebeu a trágica notícia de que seu irmão, o tenente Wencenlao Marín, havia perecido na batalha de Manigua em Cuba. Isto motivou Marín a viajar a cidade de Nova Iorque e se alistar no Exército da Libertação cubana. O quartel general do Exército cubano estava situado em Nova Iorque, sob o Partido Revolucionário Cubano. A pessoa que registrou os voluntários quando Marín passou a se alistar foi José Martí. O encontro dos dois foi o começo de uma amizade que foi interrompida com a morte de Martí em 1895. Durante a sua estadia na cidade, colaborou na La Gaceta del Pueblo, um jornal separatista que publicou a narrativa "New York from Within". Marín é creditado com a concepção da bandeira porto-riquenha. Ele usou a bandeira cubana como modelo e inverteu as cores no triângulo e listras da bandeira. Ele apresentou a bandeira no "Chimney Corner Hall", em Nova Iorque, um local de encontro dos defensores da independência. A bandeira logo passou a simbolizar os ideais do movimento de independência de Porto Rico. Algumas pessoas acreditam que o Manuel Besosa foi o designer, baseado em uma carta escrita pela filha dele, na qual ela diz, "... meu pai me pediu para costurar alguns pedaços de pano, branco, vermelho e azul, que ele mesmo trouxe, esta pequena bandeira tem cinco listras alternadas, vermelho e branco, e um triângulo com uma estrela de cinco pontas dentro dela...". Contudo, houve uma carta escrita por Juan de Mata Terreforte, vice-presidente do Comitê Revolucionária de Porto Rico, de um capítulo do Partido Revolucionário Cubano, que claramente dá crédito ao Marín. O conteúdo original da carta em espanhol são os seguintes:
"La adopción de la bandera cubana con los colores invertidos me fue sugerida por el insigne patriota Francisco Gonzalo Marín en una carta que me escribió desde Jamaica. Yo hice la proposición a los patriotas puertorriqueños que asistieron al mitin de Chimney Hall y fue aprobada unánimemente".
que, traduzido em português, diz o seguinte: A adaptação da bandeira cubana com as cores invertidas foi sugerida pelo patriota Francisco Gonzalo Marín em uma carta que ele escreveu da Jamaica. Fiz a proposta a vários patriotas porto-riquenhos durante uma reunião na Chimney Hall e foi aprovada por unanimidade.
Contudo, talvez nunca seja realmente conhecido quem projetou a bandeira. De acordo com alguns relatos em 12 de junho de 1892, o Antonio Vélez Alvarado estava no seu apartamento na 219 Twenty-Third Street, em Manhattan, quando ficou olhando a bandeira cubana por alguns minutos e depois olhou na parede em branco, na qual estava sendo visualizada. Vélez Alvarado percebeu, de repente, uma ilusão de ótica, na qual percebeu a imagem da bandeira cubana com as cores no triângulo e listras da bandeira invertida. Quase imediatamente, ele visitou um comerciante vizinho, Domingo Peraza, a quem ele comprou um pouco de papel crepe para construir um protótipo bruto. Depois ele mostrou seu protótipo em um jantar na casa do seu vizinho, onde o proprietário, Micaela Dalmau vda. de Carreras, convidara José Martí como convidado. Martí ficou agradavelmente impressionado com o protótipo, e garantiu conhecimento do mesmo em um artigo de imprensa publicado no jornal revolucionário cubano Patria, em 2 de junho daquele ano. A aceitação do protótipo tardou a chegar, mas cresceu com o tempo.
Além disso, em uma carta escrita por Maria Manuela (Mima) Besosa, a filha do membro do Comitê Revolucionário Manuel Besosa, disse que ela mesma quem costurou a bandeira. Isto criou convicção de que o pai dela teria sido o criador da bandeira.

## Exército da Libertação cubana
Logo, Marín estava lutando em Cuba, onde recebeu a patente de tenente. Marín ficou ferido depois que ele e seus soldados confrontaram o Exército espanhol durante um conflito em Turiguanó. Acreditando que seria pesado para seus soldados, ele se recusou a ser tratado e foi colocado em uma maca. Em novembro de 1897, o tenente Francisco Gonzalo Marín morreu e quando os soldados dele regressaram eles sepultaram seus restos mortais.

## Obras poéticas
Dentre as suas obras poéticas são:
- Flores Nacientes (Flores nascidas) – 1884
- Mi Obalo – 1887
- Romances – 1892
- En el barco (A mi Madre) (No barco)
- El Trapo (A bandeira)
- Arenas (Areias), Obra Poética e Antología de Pachín Marín, foram publicados postumamente em 1898.
- El trapo (A roupa) – O seguinte é o verso "El trapo", de Marín:[8]

| Espanhol (versão original) | Português tradução |
| --- | --- |
| Cuando un pueblo no tiene una bandera, bandera libre que enarbole ufano,. en pos de su derecho soberano y el patrimonio, la gentil quimera; | Quando um povo não tem uma bandeira, uma bandeira livre que voa orgulhosamente, enquanto busca o seu direito soberano e do patrimônio, a quimera suave; |
| si al timbre de su gloria entera bríos de combate en contra del tirano, la altiva dignidad del ciudadano o el valor instintivo de la fiera; | se ao som de toda a sua glória força de combate contra o tirano, a sublime dignidade do cidadão ou o valor instintivo do animal selvagem;               |
| con fe gigante y singular arrojo láncese al campo del honor fecundo, tome un lienzo, al azar, pálido o rojo,                                | com a fé gigantesca e singular entrando em campo da honra fecunda, pegue um pano aleatoriamente, pálido ou vermelho,                                    |
| y, al teñirlo con sangre el iracundo verá cambiarse el mísero despojoe en un trapo que asombre a todo el mundo.                             | E, por coloração com o sangue de um enraivecido verá o estrago lamentável transformado em um pano que irá surpreender a todos.                          |

## Pós-escrito
A bandeira porto-riquenha projetada por Marín foi aprovada pelo governo de Porto Rico em 24 de julho de 1952, tornando a bandeira oficial daquele país. Contudo, a bandeira adotada pelo governo era levemente diferente. Ao invés de um triângulo azul claro, preferido pelo movimento de independência, o governo aprovou um triângulo azul escuro semelhante ao azul usado na bandeira dos Estados Unidos. A cidade de Arecibo nomeou uma avenida em sua homenagem.